# Валерано
Валера̀но (на италиански: Vallerano) е малко градче и община в Централна Италия, провинция Витербо, регион Лацио. Разположено е на 390 m надморска височина. Населението на общината е 2667 души (към 2010 г.).